# Seznam leteckých nehod vojenských strojů České republiky
Toto je seznam leteckých nehod vojenských strojů na území České republiky (české i zahraniční letouny) a českých vojenských letadel v zahraničí.

## Legenda k tabulce
- místo je bráno jako přibližná lokalita
- pokud je mezi obcemi lomítko, znamená to, že se nehoda udála mezi těmito obcemi
- pokud je mezi obcemi čárka, druhá obec je jen pro upřesnění (větší město poblíž, okresní město atp.)
- „?“ znamená, že informace není k dispozici
- „–“ u zraněných a mrtvých znamená nulu
- u počtů je vždy udáván celkový počet, číslo v závorce značí, kolik z celku byla posádka (je-li tato informace k dispozici)
- nehody jsou uvedeny chronologicky (nejstarší na začátku)
- seznam není úplný, vycházeno je z velkého množství zdrojů, ale ne všechny nehody je možné ověřit z více než jednoho zdroje
- uvedeny jsou pouze nehody, u kterých došlo ke zranění či úmrtí, případně se jednalo o incident, při němž byl stroj úplně zničen.

## Letecké nehody vojenských strojů České republiky a zahraničních vojenských strojů v Česku
| Datum        | Místo                              | Stroj                       | Mrtví | Zranění | Poznámky | Reference                                            |
| ------------ | ---------------------------------- | --------------------------- | ----- | ------- | --- | ---------------------------------------------------- |
| 18. 3. 1993  | Jihlava                            | Su-22M4                     | –     | –       | Pilot mjr. Jiří Soukup se úspěšně katapultoval. | [ 1 ] [ 2 ]                                          |
| 30. 6. 1993  | Radslavice                         | L-39C Albatros v.č. 530449  | –     | –       | Pilot mjr. Jiří Kleiner od 1. lšp se úspěšně katapultoval; porucha motoru při nácviku akrobacie. | [ 1 ] [ 2 ] [ 3 ]                                    |
| 5. 8. 1993   | Slaný                              | Mi-2                        | –     | ?       | Vrtulník letky ministerstva vnitra havaroval zřejmě po zásahu bleskem. | [ 1 ]                                                |
| 1. 2. 1996   | Vyšehněvice, Rohovládova Bělá      | L-39C Albatros, v.č. 530447 | –     | –       | Hořící motor, piloti pplk. Vladimír Adámek a npor. ing. Jaroslav Sochr (zahynul 18. 2. 1998) se úspěšně katapultovali, letadlo spadlo do rybníka. | [ 1 ] [ 2 ] [ 5 ]                                    |
| 2. 9. 1996   | Studené/ Těchonín, Ústí nad Orlicí | MiG-21MF, č.5215            | –     | 1       | Pilot mjr. Ivo Zachara od 43. stíhací letky těžce zraněn; za špatné viditelnosti proletěl lesem na vrcholu kopce Studený (721m), z hořícího letadla se katapultoval těsně před dopadem (nebo byl se sedačkou vymrštěn při nárazu letadla na zem), a zůstal ležet hned vedle hořících trosek. | [ 1 ] [ 2 ] [ 6 ]                                    |
| 1. 11. 1996  | Tasovice                           | Su-22M4                     | 1     | –       | † kpt. Michal Návesník | [ 1 ] [ 2 ] [ 7 ]                                    |
| 19. 11. 1996 | Herálec                            | MiG-23UM, č.8327            | 2     | –       | Z neznámé příčiny se letadlo dostalo do prudkého klesání, piloti se nepokusili o katapultáž, † mjr. Drahoslav Mládek, † pplk. Jiří Trunečka. Pomník na místě. | [ 1 ] [ 8 ] [ 9 ]                                    |
| 8. 1. 1998   | Bosanska Krupa (BiH)               | Mi-17                       | –     | 24      | Pád vrtulníku (mise SFOR) přibližně 4 sekundy po startu. | [ 1 ] [ 10 ]                                         |
| 18. 2. 1998  | Benátky                            | L-39C Albatros, v.č.934607  | 1     | –       | † npor. ing. Jaroslav Sochr od 34. zŠL narazil do země, příčina nezjištěna. Pomník na místě. | [ 1 ] [ 5 ] [ 11 ]                                   |
| 19. 5. 1998  | Herálec                            | MiG-23UB, č. 8325           | –     | –       | Oba piloti (mjr. Jan Skládanyi a mjr. Jiří Kareš) spadli do vývrtky a katapultovali se, stroj (poslední MiG-23U českého letectva) dopadl poblíž místa nehody z 19. 11. 1996. | [ 1 ] [ 12 ]                                         |
| 8. 6. 1998   | České Budějovice                   | MiG-21MF a MiG-21UM         | –     | –       | Srážka ve vzduchu, piloti se bez zranění katapultovali, oba stroje se zřítily do obydlené oblasti (sídliště Vltava a České Vrbné), bez zranění obyvatel, poškozeny nebo zničeny desítky automobilů na parkovišti a bytů v panelovém domě.                                                    | [ 1 ] [ 13 ] [ 14 ]                                  |
| 25. 10. 1998 | Stipanjiči (BiH)                   | Mi-17                       | 3     | –       | Náraz vrtulníku v rámci mise SFOR do horského hřebene, † mjr. Jaromír Nasavrcký, † Rostislav Samec, † kpt. Bohumil Vávrů | [ 15 ]                                               |
| 10. 11. 1998 | Slatinice                          | Mi-24V                      | 4     | –       | Zřícení po nahlášení problémů s řízením, † mjr. Vladimír Chromý, † mjr. Pavel Hurčík, † npor. Marek Józsa, † nrtm. Petr Cihlář | Pomník na místě                                      |
| 17. 6. 1999  | Macourov                           | MiG-21MF a MiG-21UM         | 2     | –       | Srážka ve vzduchu, † mjr. Ivan Kaiser (pilot MiGu-21MF), † mjr. Jaromír Zbranek (pilot MiGu-21UM, katapultoval se, ale nepřežil), bez zranění mjr. Zdeněk Svoboda (pilot MiGu-21UM, viz nehoda 10. 10. 2000)                                                                                 | [ 1 ] [ 18 ] [ 19 ]                                  |
| 12. 10. 1999 | Čáslav                             | Mirage 2000C 12-KT          | –     | –       | Česko-francouzské cvičení Friendly Fly '99, francouzský pilot (plukovník) se katapultoval. | [ 20 ] [ 21 ]                                        |
| 16. 6. 2000  | Kladeruby nad Oslavou              | Su-22M4                     | 1     | –       | † npor. Lubomír Šigut (katapultoval se, ale nepřežil) | [ 1 ] [ 22 ] [ 23 ]                                  |
| 1. 8. 2000   | Čejkovice                          | L-29 Delfín                 | 1     | –       | † plk. gšt. Ján Malo | [ 5 ] [ 24 ]                                         |
| 10. 10. 2000 | Bílek                              | 2× MiG-21MFN                | 2     | –       | Letadla v těsném závěsu vlétla v nízké výšce do lesa, † mjr. Zdeněk Svoboda, † mjr. Ivan Indrák. | [ 25 ] [ 26 ]                                        |
| 12. 2. 2001  | Škvorec                            | W-3A Sokół                  | –     | 3       | Kontrolní let s instruktorem, všichni tři členové posádky utrpěli těžká zranění. | [ 1 ] [ 27 ]                                         |
| 1. 8. 2001   | Pelhřimov                          | L-39ZA Albatros             | 1     | –       | † por. Luděk Burda | [ 1 ] [ 28 ]                                         |
| 28. 10. 2001 | Okrouhlá                           | Mi-8S                       | –     | 7       | Náhlé vysazení obou motorů a tvrdé přistání, na palubě byli i kosmonauti Eugene Cernan a Vladimír Remek (nezraněni). | [ 1 ] [ 29 ]                                         |
| 24. 2. 2003  | Vojenský újezd Brdy                | L-159A ALCA                 | 1     | –       | Zkoušky leteckého kanónového kompletu Plamen, † kpt. Petr Vašíček (mjr. in memoriam). | Pomník postaven asi 1 300 m od místa dopadu letadla. |
| 9. 9. 2004   | Sedlec                             | Lynx AH.9                   | 6     | –       | Česko-britské cvičení Flying Rhino, zahynulo 6 britských vojáků † Loose, † Kemp, † Crain, † Dimmock, † Gomersall, † Kelly . | [ 34 ] [ 35 ]                                        |
| 12. 7. 2010  | Holice                             | L-39C Albatros, v.č.530440  | –     | 2       | Pád letadla CLV Pardubice do lesa, piloti Václav Tyrychtr a David Sochacký se katapultovali a byli lehce zraněni. | [ 36 ] [ 37 ]                                        |
| 16. 12. 2010 | Biskupice-Pulkov                   | L-39ZA Albatros, v.č.232341 | –     | –       | Pád letadla 22. základny letectva z Náměště nad Oslavou do lesa, piloti kpt. Michal Kudyn a kpt. Stanislav Stojaník se katapultovali. Příčinou byl titanový požár vysokotlakého kompresoru motoru.                                                                                           | [ 38 ] [ 39 ] [ 40 ]                                 |
| 23. 5. 2012  | Čáslav                             | An-30B                      | –     | 7       | Havárie ruského pozorovacího letounu při přistání na základně v Čáslavi. Příčinou bylo nezvládnutí techniky pilotáže a nedodržení nařízených parametrů při přistání. | [ 41 ] [ 42 ]                                        |
| 22. 11. 2012 | Radovesnice I                      | L-159A ALCA                 | 1     | –       | Pád letounu z čáslavské základny při cvičném letu při nácviku pilotáže v noci, † npor. Ing. Ondřej Sovina. Pomník na místě. | [ 43 ] [ 44 ]                                        |
| 19. 5. 2015  | Čáslav                             | JAS-39D Gripen              | –     | –       | Maďarský dvoumístný Gripen při cvičení Lion Effort 2015 přejel dráhu a po katapultáži osádky zůstal zničen v poli. Nouzový záchytný systém letiště byl plánovaně mimo provoz kvůli revizi. Již třetí havárie zahraničního letounu při přistání na základně v Čáslavi.                        | [ 45 ]                                               |